# Daniel Tosh
Daniel Dwight Tosh (Boppard, 29 mei 1975) is een in Duitsland geboren Amerikaans komiek en televisiepresentator. Hij presenteert het televisieprogramma Tosh.0, dat wordt uitgezonden op Comedy Central.

## Biografie
Tosh doorbraak kwam in 2001 toen hij optrad in de Late show with David Letterman. Hierna volgden optredens in programma's als The Tonight Show with Jay Leno, Jimmy Kimmel Live! en Premium Blend. In 2003 trad hij op als komiek in Comedy Central Presents. Op 17 juni 2007 zond Comedy Central zijn stand-up special Daniel Tosh: Completely Serious uit. Ook presenteerde hij een aflevering van Live at Gotham. Tosh is een vaste gast in The Bob & Tom Show. Hij speelde een kleine rol in de speelfilm The Love Guru.
Op 5 juni 2009 ging het door Tosh gepresenteerde televisieprogramma Tosh.0 van start op Comedy Central. Op 13 juli 2010 maakte hij bekend dat het programma de meest gewaardeerde niet-geanimeerde show op Comedy Central was. Een aflevering van Tosh.0 trekt gemiddeld 2.200.000 kijkers, waarmee het The Daily Show met 200.000 kijkers per aflevering verslaat.
Zijn stand-up special genaamd Happy Thoughts werd op 6 maart 2011 uitgezonden. Deze show werd in de Verenigde Staten op Comedy Central door 3,25 miljoen mensen bekeken.

## Privéleven
Tosh groeide op in Titusville met zijn broer en twee zussen. Nadat hij in 1993 van de Astronaut High School ging, begon hij een studie aan de University of Central Florida. Hij studeerde daar af in december 1996, waarna hij naar Los Angeles verhuisde. Tosh heeft verklaard dat hij sociale angst en OCS heeft.